# Peter Throckmorton
Peter Throckmorton (* 1928; † 5. Juni 1990 in Newcastle, Maine) war ein US-amerikanischer Autor, Journalist, Taucher und Unterwasserarchäologe.

## Leben
Throckmorton war Gründungsmitglied der Organisation Sea Research Society. Als Autor publizierte er mehrere Bücher über Unterwasserarchäologie. Er unterrichtete an der Nova Southeastern University in Florida. In der griechischen Bucht von Dokos hat der Archäologe Throckmorton 1975 in 20 m Tiefe eine Schiffsladung entdeckt, die aufgrund der Keramikfunde in die Zeit zwischen 2400 und 2200 v. Chr. datiert wurde.

## Werke (Auswahl)
- als Hrsg.: The Sea Remembers: Shipwrecks and Archaeology from Homer’s Greece to the Rediscovery of the Titanic. Smithmark Publishers, New York 1987, ISBN 1-55584-093-0.
- Oldest Known Shipwreck Yields Bronze Age Cargo. In: National Geographic. 121.5 (Mai 1962), S. 696–671.
- The Lost Ships: An Adventure in Underwater Archaeology. Boston/Toronto 1964, ISBN 0-86438-044-5.
- The economics of treasure hunting with real life comparisons. 1990.
- mit Michael G. Walton und Honor Frost: Surveying in Archaeology. Aris & Phillips, 1969, ISBN 0-85668-063-X.
- Diving for Treasure. The Viking Press, New York City/Penguin Books Canada, 1977, ISBN 0-670-27449-6.
- als Hrsg.: History from the Sea. ISBN 0-86438-044-5.
- Shipwrecks and Archaeology – The Unharvested Sea. Little, Brown and Company, Boston, Toronto 1970.